# Alan Stephen Hopes

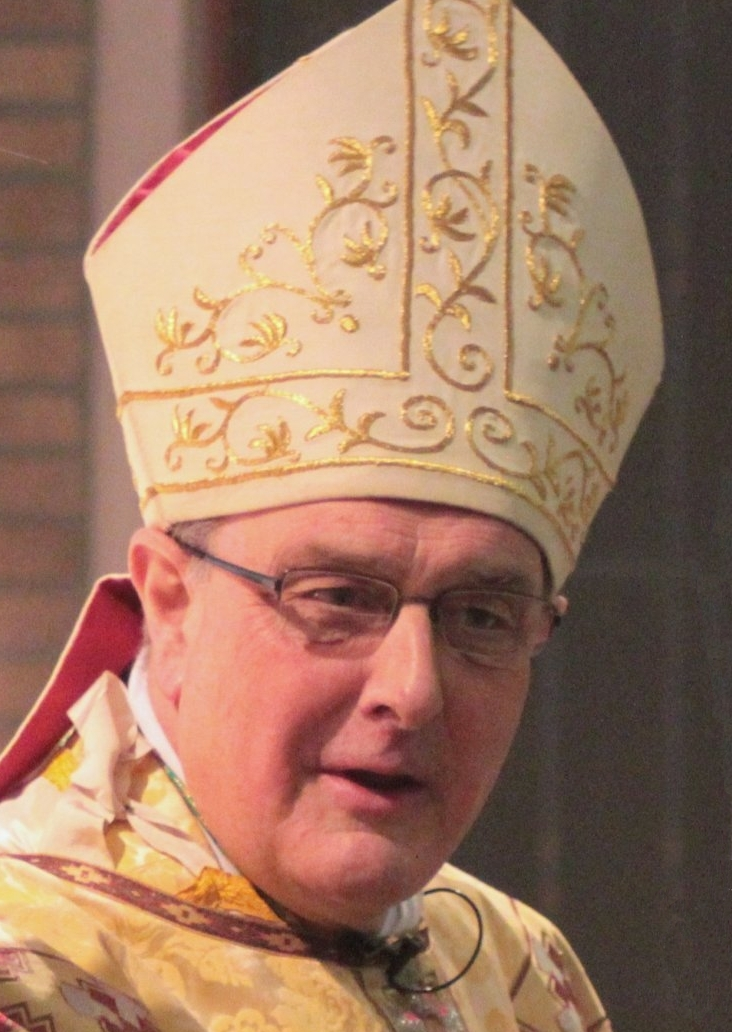
Alan Stephen Hopes (2011)

Bischofswappen

Alan Stephen Hopes (* 17. März 1944 in Oxford, Großbritannien) ist ein britischer Geistlicher und emeritierter römisch-katholischer Bischof von East Anglia.  

## Leben
Alan Hopes ging auf die Oxford High School bis er 1956 nach London ging an die Enfield Grammar School. 1963 begann er seine Ausbildung in Theologie am King’s College London, Abschluss 1966. Nach dem Besuch des Warminster Theological College wurde er 1968 zum Priester der Church of England geweiht. Nach seiner Zeit als Pfarrer in London und zuletzt als Kanonikus der Londoner St Paul’s Cathedral konvertierte er 1992, wie auch Graham Leonard, zum römisch-katholischen Glauben. In der katholischen Kirche wurde er am 4. Dezember 1995 nach dreijährigen Theologiestudium zum Priester geweiht und wirkte anschließend als Gemeindeseelsorger in Our Lady of Victories in Kensington und in Holy Redeemer and St Thomas More Parish in Chelsea. 2001 wurde er zum Generalvikar der Erzdiözese Westminster ernannt und 2002 zum Mitglied des Komitees Christliches Leben und Liturgie der Bischofskonferenz. 
Im Alter von 58 Jahren wurde Hopes am 4. Januar 2003 zum Weihbischof in Westminster und Titularbischof von Cunacestre ernannt. Die Bischofsweihe empfing Hopes am 24. Januar 2003 in der Westminster Cathedral durch Cormac Kardinal Murphy-O’Connor; Mitkonsekratoren waren der Koadjutorbischof von Leeds, Arthur Roche, und der Bischof von Arundel und Brighton, Kieran Thomas Conry.
Am 13. Januar 2011 weihte er die ehemaligen anglikanischen Bischöfe Andrew Burnham, John Broadhurst und Keith Newton zu katholischen Diakonen.
Am 11. Juni 2013 ernannte Papst Franziskus Hopes zum Bischof von East Anglia. Die Amtseinführung folgte am 16. Juli desselben Jahres.
2014 wurde Hopes von Kardinal-Großmeister Edwin Frederick O’Brien im Rang eines Großoffiers in den Ritterorden vom Heiligen Grab zu Jerusalem aufgenommen.
Am 28. Oktober 2016 ernannte ihn Papst Franziskus zum Mitglied der Kongregation für den Gottesdienst und die Sakramentenordnung.
Am 11. Oktober 2022 nahm Papst Franziskus seinen altersbedingten Rücktritt an.